# Kostis Chatzidakis

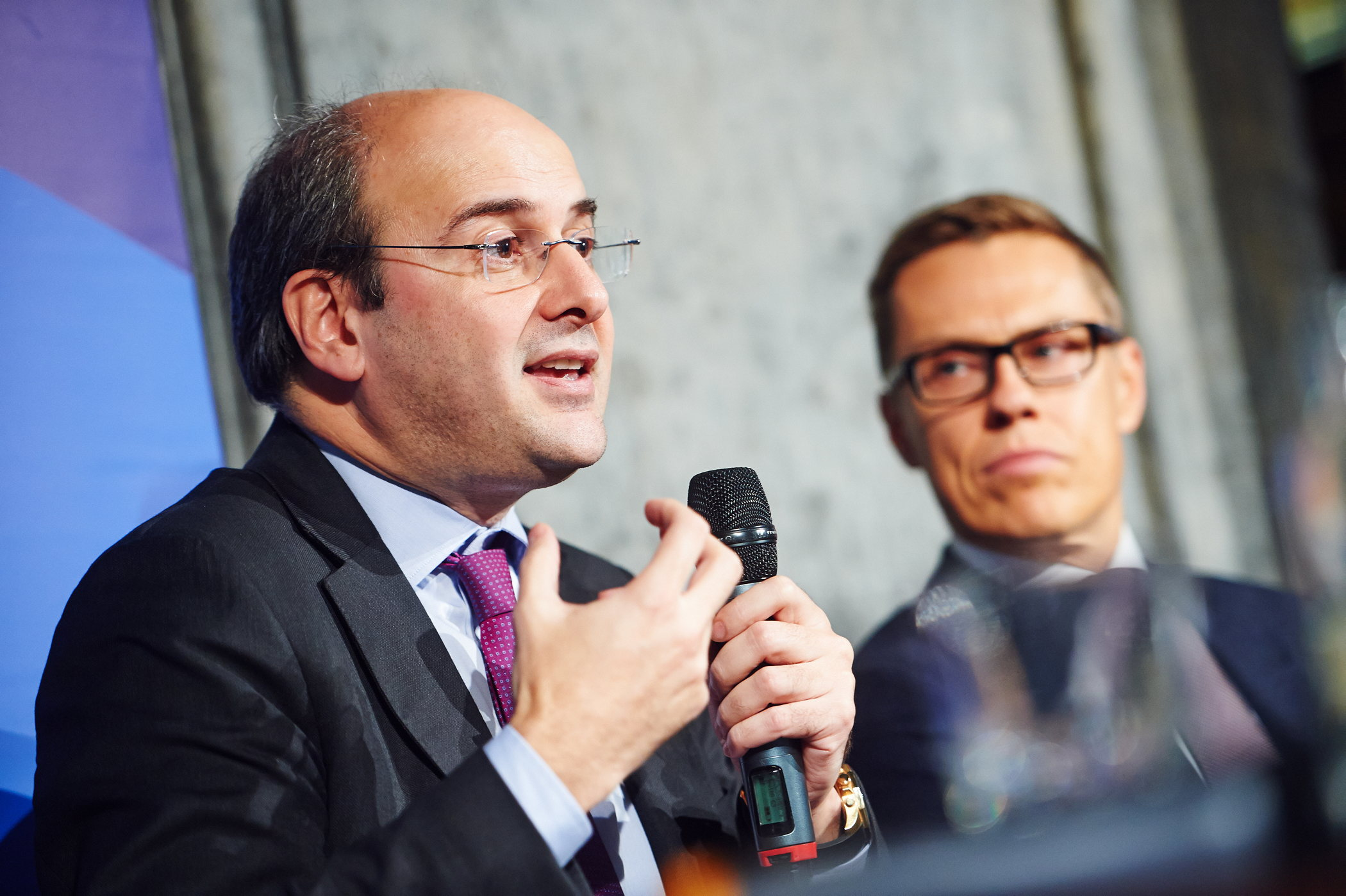
Kostis Chatzidakis

Konstantinos (Kostis) Chatzidakis (griechisch Κωστής Χατζηδάκης, * 1965 in Rethymno, Kreta) ist ein konservativer griechischer Politiker. Er war Wirtschaftsminister im Kabinett Samaras.
Chatzidakis studierte Rechtswissenschaften an der Universität Athen  und setzte sein Studium an der University of Kent fort.
Er war Generalsekretär der DAP-NDFK, einer der Nea Dimokratia nahestehenden Studentengewerkschaft,  und Vorsitzender der ONNED, der Jugendorganisation der ND. 1994 bis 2007 war er Mitglied des Europäischen Parlaments. Dort war er  als Vertreter der Europäischen Volkspartei Vorsitzender des Ausschusses für Verkehr und Regionalpolitik. Bei der Wahl im September 2007 wurde er erstmals in das griechische Parlament gewählt. Von September 2007 bis Januar 2009 war er Minister für Verkehr und Kommunikation, anschließend bis Oktober 2009 Minister für Entwicklung im Kabinett von Kostas Karamanlis.
Bei  den Wahlen im Oktober 2009, September 2007, Mai 2012 und Juni 2012 wurde er als Abgeordneter wiedergewählt.
Am 15. Dezember 2010 wurde Chatzidakis beim Verlassen eines Bürogebäudes von gewalttätigen Demonstranten angegriffen, die sich einer zuvor friedlichen Demonstration von 200 Linken angeschlossen hatten, die gegen die Wirtschaftspolitik des Landes protestierten. Chatzidakis wurde schwer verletzt. Bis zu diesem Ereignis war es in Griechenland üblich, dass sich selbst hochrangige Politiker ohne jeglichen Personenschutz in der Öffentlichkeit bewegten.
Vom 10. Juni 2012 war er im Kabinett Samaras Minister für Entwicklung, Wettbewerbsfähigkeit, Infrastruktur, Transport und Netzwerke und nach der Kabinettsumbildung vom 25. März 2013 Minister für Entwicklung und Wettbewerbsfähigkeit bis zum 10. Juni 2014.
Am 18. Januar 2016 wurde er vom Präsidenten der Nea Dimokratia, Kyriakos Mitsotakis, zusammen mit Adonis Georgiadis zum neuen Vizepräsidenten der Partei bestimmt.